# Пілок – Ратчабурі
Пілок – Ратчабурі — газопровід на заході Таїланду, який транспортує імпортний газ м'янмарського походження.
В 1998 році до прикордонного тайського району Пілок вивели перший газопровід для транспортування продукції, видобутої у м’янмарському секторі Андаманського моря. Подальше перекачування блакитного палива по території Таїланду організували за допомогою трубопроводу Пілок – Ратчабурі, який мав довжину 260 км, діаметр 1050 мм та пропускну здатність на рівні 14,8 млн м3 на добу.
В провінції Ратчабурі узялись за створення електроенергетичного кластера, до якого увійшли ТЕС Ратчабурі від Ratchaburi Electricity Generating Company, ТЕС Tri Energy (обидві стали до ладу в 2000-му) і ТЕС Ратчабурі від Ratchaburi Power (2008). З-поміж інших електроенергетичних об’єктів провінції, що розраховані на споживання блакитного палива, можливо згадати ТЕЦ Ratchaburi World Cogeneration та ТЕЦ Berkprai Cogeneration (почали роботу в 2014 та 2019 роках відповідно). Крім того, частину доправленого з М’янми ресурсу спрямували до столичного регіону по газопроводу Ратчабурі – Вангной.
Станом на початок 2020-х років є побоювання щодо стабільного надходження блакитного палива через Пілок – Ратчабурі, що обумовлюється виснаженням родовищ та політичною нестабільністю у М’янмі. Як наслідок, планується спорудження перемички між П'ятим трубопроводом, що транспортує ресурс з узбережжя Сіамської затоки, та лінією Пілок – Ратчабурі (з під'єднанням дещо північніше від Ратчабурі).